# Bram Welten
Bram Welten (Tilburg, 29 marzo 1997) è un ciclista su strada olandese che corre per il Team Picnic PostNL. Professionista dal 2018, ha vinto il Tour de Vendée 2021.

## Palmarès

### Strada
- 2014 (Juniores)

Budingen Zouteleeuw
2ª tappa Liège-La Gleize (Thimister > Thimister)
- 2015 (Juniores)

Guido Reybrouck Classic
Parigi-Roubaix Juniors
3ª tappa Driedaagse van Axel (Axel > Axel)
Omloop der Vlaamse Gewesten
- 2016 (BMC Development Team)

Handzame Challenge
1ª tappa Triptyque des Monts et Châteaux (Antoing > Herne)
Hill 60-Koers Zillebeke
Grote Kermisprijs
Meerle-Hoogstraten
- 2017 (BMC Development Team)

Bruxelles-Zepperen
GP Café Le Central
1ª tappa Tour de Bretagne (Rennes > Merdrignac)
Grand Prix Criquielion
- 2021 (Team Arkéa-Samsic, una vittoria)

Tour de Vendée

#### Altri successi
- 2014 (Juniores)

Classifica a punti Driedaagse van Axel
Classifica giovani Driedaagse van Axel

## Piazzamenti

### Grandi Giri
- Giro d'Italia

2024: non partito (4ª tappa)
2025: ritirato (7ª tappa)
- Tour de France

2024: fuori tempo massimo (15ª tappa)

### Classiche monumento
- Parigi-Roubaix

2018: ritirato
2019: ritirato
2021: 42º
2022: 73º

### Competizioni mondiali
- Campionati del mondo

Richmond 2015 - In linea Juniores: 56º
Doha 2016 - In linea Under-23: 33º
Bergen 2017 - In linea Under-23: 109º

### Competizioni europee
- Campionati europei

Nyon 2014 - In linea Junior: 8º
Tartu 2015 - In linea Junior: 83º
Herning 2017 - In linea Under-23: 9º
- Giochi europei

Minsk 2019 - In linea: 20º